# Воинское кладбище № 60 (Магура)
 Памятник культуры Малопольского воеводства: регистрационный номер А-1263/M.
Воинское кладбище № 60 — Магура (пол. Cmentarz wojenny nr 60 - Magura) — воинское кладбище, расположенное на Маластувском перевале недалеко от туристической базы «PTTK na Magurze Małastowskiej» в окрестностях села Пшислуп, Малопольское воеводство. Кладбище входит в группу Западногалицийских воинских захоронений времён Первой мировой войны. На кладбище похоронены военнослужащие Австро-Венгерской армии, погибшие во время Первой мировой войны в феврале-мае 1915 года. Культурно-исторический памятник Малопольского воеводства.

## История
Кладбище было основано в 1915 году по проекту словацкого архитектора Душана Юрковича. На кладбище площадью 1.091 квадратных метра находится 4 братских и 63 индивидуальных могил, в которых похоронены 174 австро-венгерских солдат.
Кладбище несколько раз восстанавливалось.

## Описание
Кладбище находится на перевале Маластовском около туристической базы на пересечении дороги с Горлице и дороги, ведущей на пограничный пункт Конечна. Кладбище располагается на туристическом пешем маршруте от перевала Маластовского до села Баницы.
На кладбище находится небольшая деревянная часовня, в которой размещена надпись на немецком языке:
BLEIB EINGEDENK IN EURES GLÜCKES TAGEN
DAß DIESER GRUND VON HEIßEM KAMPF GEGLÜHT
DAß TODESWUNDEN TAUSENDE GETRAGEN
DAMIT DER SONNE SEGEN EUCH EMBLÜHT
(Помните в своих наполненных счастьем днях/Что на этой земле горел жестокий бой/Что здесь тысячи получили смертельные раны/Чтобы вокруг вас расцветало благословение Солнца).

## Источник
- Oktawian Duda: Cmentarze I wojny światowej w Galicji Zachodniej. Warszawa: Ośrodek Ochrony Zabytkowego Krajobrazu, 1995. ISBN 83-85548-33-5.